# آتش‌سوزی کارخانه بلوز تری‌انگل
آتش‌سوزی کارخانه بلوز تری‌انگل (انگلیسی: Triangle Shirtwaist Factory fire)، رخدادی بود که در تاریخ ۲۵ مارس ۱۹۱۱ در شهر نیویورک اتفاق افتاد. این حادثه مرگبارترین حادثه در تاریخ نیویورک و یکی از مرگبارترین فجایع صنعتی در تاریخ آمریکا است. در اثر این آتش‌سوزی ۱۴۶ ننفر از کارگران شاغل در محل شامل ۱۲۳ زن و ۲۳ مرد کشته شدند. مرگ افراد بر اثر سوختگی و خفگی و سقوط بود. نردبان‌های آتش‌نشان‌ها فقط می‌توانست تا طبقه ششم برسد، حال‌آنکه آتش‌سوزی در طبقات هشتم به بالا رخ داده بود.
بیشتر کشته‌شدگان مهاجرین یهودی و ایتالیایی بودند. جوانترین کشته این حاثه ۱۴ سال و مسن‌ترین فرد ۴۳ ساله بود.

## آتش‌سوزی
کارخانه‌ي The Triangle Waist با داشتن حدود 500 کارگر، طبقات هشتم، نهم و دهم یک ساختمان 10 طبقه ای را اشغال میکرد. این کارخانه که مالکیت آن در دست مکس بلانک و آیزاک هریس بود، بلوزهای زنانه - شناخته شده به اسم "shirtwaists" - تولید می‌کرد. اغلب کارگران آن مهاجران زن یا دختر بودند که در روزهای هفته 9 ساعت و در روزهای شنبه 7 ساعت کار می‌کردند. عایدی آنها با 52 ساعت کار در هفته بین 7دلار تا 12دلار در هفته (برابر با 191دلار تا 327دلار در هفته طبق پول رایج سال 2018) بود. 